# Тюленін Сергій Гаврилович
Сергі́й Гаври́лович Тюле́нін (12 серпня 1925 — 31 січня 1943) — радянський підпільник, член штабу підпільної молодіжної організації «Молода гвардія». Герой Радянського Союзу (1943).

## Життєпис
Народився в нині неіснуючому селі Кисельово (в межах Корсаковського району Орловської області Росії) в родині робітника. Росіянин. Закінчив 8 класів середньої школи № 1 м. Краснодона Луганської області.
Під час німецької окупації Краснодона в роки Другої світової війни увійшов до складу молодіжної підпільної групи «Молода гвардія», брав активну участь в її діяльності.
Заарештовий 27 січня 1943 року і страчений. Похований у братній могилі в м. Сорокине Луганської області.

## Нагороди
Указом Президії Верховної Ради СРСР від 13 вересня 1943 року Тюленіну Сергію Гавриловичу було присвоєне звання Героя Радянського Союзу (посмертно).
Нагороджений орденом Леніна (13.09.1943) і медаллю.

## Вшанування пам'яті
Ім'ям Сергія Тюленіна названо вулиці і провулки в низці населених пунктів України і Росії.
У Луганську йому встановлено погруддя.

## Це цікаво
Ряд сучасних дослідників діяльності Молодої гвардії доводять, що саме Сергій Тюлєнін одним з керівників організації, комісаром якої був Віктор Третьякевич. А роль Олега Кошового значно прикрасила його мати, з якою у Олександра Фадєєва зав'язалися стосунки в ході підготовки до написання книги.